# Ashok K. Chandra
Ashok Kumar Chandra (né le 30 juillet 1948 en Inde, et mort le 15 novembre 2014 en Californie) est un informaticien qui a travaillé notamment chez Microsoft Research à Mountain View, en Californie, où il était directeur général du Internet Services Research Center. 

## Carrière
Chandra obtient successivement un Bachelor in Technology de l'Institut indien de technologie de Kanpur, un  Master of Science à l'Université de Californie à Berkeley et en 1973 un Ph. D. en informatique à  l'Université Stanford sous la direction de Zohar Manna avec une thèse intitulée On the Properties and Applications of Program Schemas. Avant de travailler pour Microsoft, Chandra est directeur de Database and Distributed Systems au IBM Almaden Research Center.

## Recherche
Chandra est co-auteur de plusieurs articles fondamentaux en informatique théorique. Il a introduit notamment :  
- le concept de machine de Turing alternante en  théorie de la complexité (avec Dexter Kozen et Larry Stockmeyer)[4],[5],
- le concept de requête conjonctive (en) en théorie des bases de données (avec Philip M. Merlin)[6],
- la notion de requête calculable (avec David Harel)[7],
- et la notion de  complexité de la communication multipartie (avec Merrick L. Furst et Richard J. Lipton)[8].

Chandra est l'un des fondateurs de la conférence ACM-IEEE Symposium on Logic in Computer Science, et il a présidé cette conférence pendant ses trois premières années, en 1986–1988.

## Distinctions
- Chandra est nommé Fellow de l'IEEE[10] en 1989, « For contributions to the a theory of computational complexity, theory of database queries, and VLSI testing »
- Golden Core Charter Award 1996 de l'IEEE[11].